# Шазенд
Шазе́нд (Шахзенд, перс. شازند‎) — город на западе Ирана, в провинции Меркези. Административный центр шахрестана  Шазенд. Седьмой по численности населения город провинции.

## География
Город находится в юго-западной части Центрального остана, в горной местности, на высоте 2 082 метров над уровнем моря.
Шазенд расположен на расстоянии приблизительно 30 километров к юго-западу от Эрака, административного центра провинции и на расстоянии 255 километров к юго-западу от Тегерана, столицы страны.

## Население
На 2006 год население составляло 19 353 человека; в национальном составе преобладают персы, в конфессиональном — мусульмане-шииты.

## Достопримечательности
В пригородной зоне находиться ряд памятников, связанных с проживавшей здесь некогда армянской диаспорой, составлявшей 20-30 % от общего населения города.
В 30 километрах южнее Шазенда находится земляная плотина, являющаяся туристическим и рекреационным объектом. В окрестностях города расположен также ряд других рекреационных зон.